# Jimar Gerald González
Jimar Geraldine Gerald González (* 17. Januar 2002) ist eine chilenische Tennisspielerin.

## Karriere
Gerald Gonzáalez spielt überwiegend Turniere auf der ITF Women’s World Tennis Tour, bei denen sie bislang je einen Einzel- und Doppeltitel gewann.
Sie debütierte 2024 in der chilenischen Fed-Cup-Mannschaft mit einem Einsatz im Doppel an der Seite von Antonia Vergara Rivera, das die beiden gegen die argentinische Paarung Martina Capurro Taborda und Julieta Lara Estable verloren.

## Turniersiege

### Einzel
| Nr. | Datum            | Turnier | Kategorie | Belag             | Finalgegnerin  | Ergebnis  |
| --- | ---------------- | ------- | --------- | ----------------- | -------------- | --------- |
| 1.  | 20. Oktober 2024 | Trelew  | ITF W15   | Hartplatz (Halle) | Victoria Bosio | 7:68, 6:4 |

### Doppel
| Nr. | Datum             | Turnier | Kategorie | Belag | Partnerin       | Finalgegnerinnen             | Ergebnis                |
| --- | ----------------- | ------- | --------- | ----- | --------------- | ---------------------------- | ----------------------- |
| 1.  | 19. November 2022 | Nules   | ITF W15   | Sand  | Antonia Samudio | Laura Böhner Mihaela Đaković | 7:5, 2:6, [8:6] Aufgabe |